# Mathias Bös (Soziologe)
Mathias Bös (* 1962 in Frankfurt am Main) ist ein deutscher Soziologe und Professor für Angewandte und Theoretische Soziologie.

## Akademischer Werdegang
Bös studierte von 1982 bis 1989 Soziologie, Politologie und Statistik an der Johann Wolfgang Goethe-Universität in Frankfurt am Main. Von 1990 bis 1995 arbeitete er an der gleichen Hochschule als wissenschaftlicher Mitarbeiter im Fachbereich Gesellschaftswissenschaften. Er wurde im Jahre 1996 im Fachbereich Soziologie zum Dr. phil. promoviert und wirkte anschließend bis 2003 als wissenschaftlicher Assistent am Institut für Soziologie an der Ruprecht-Karls-Universität Heidelberg.
In den Jahren 1998 und 1999 war er Fellow am „Center for European Studies“ der Harvard University, im Jahre 2001 Fellow am „German American Center for Visiting Scholars“ in Washington, D.C. Im Jahre 2003 erfolgte seine Habilitation in Heidelberg, ein Jahr darauf erhielt er die Berufung zum Professor für Angewandte Soziologie am Institut für Soziologie der Philipps-Universität Marburg. Von 2008 bis 2012 war er geschäftsführender Direktor des Zentrums für Konfliktforschung der Philipps-Universität Marburg.
Seit 2013 ist Mathias Bös Professor für Theoretische Soziologie am Institut für Soziologie der Gottfried Wilhelm Leibniz Universität Hannover.

## Schriften (Auswahl)
- Migration als Problem offener Gesellschaften : Globalisierung und sozialer Wandel in Westeuropa und in Nordamerika.  Leske und Budrich, Opladen 1997, ISBN 3-8100-1697-7.
- Rasse und Ethnizität. Zur Problemgeschichte zweier Begriffe in der amerikanischen Soziologie. VS, Verlag für Sozialwissenschaften, Wiesbaden 2005, ISBN 3-531-14552-5.
- Theorien der Ethnizität. Eine sozialwissenschaftliche Einführung mit Quellen, Springer VS, Wiesbaden, 2008, ISBN 3-531-14904-0.
- Hrsg. mit Lance Roberts, Barry Ferguson, Susanne Von Below: Multicultural Variations. Social Incorporation in Europe and North America, McGill Queens University Press 2013